# كوتين (تونس)

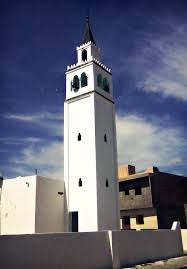
مسجد كوتين.

كُوتِين قرية تونسية تقع في ولاية مدنين، على بعد 14 كم شمال غربي مدينة مدنين على الطريق الوطنية رقم 1.
1. ↑  "المناطق الترابية (العمادات) حسب الولايات والمعتمديات". اطلع عليه بتاريخ 2024-11-30.
2. ↑   https://www.geonames.org/11904629/koutine.html. {{استشهاد ويب}}: |url= بحاجة لعنوان (مساعدة) والوسيط |title= غير موجود أو فارغ (من ويكي بيانات) (مساعدة)
3. ↑   https://web.archive.org/web/20150924035329/http://www.ins.nat.tn/fr/rgph2.1.2.php?code_modalite=0015251&Code_indicateur=0301001. {{استشهاد ويب}}: |url= بحاجة لعنوان (مساعدة) والوسيط |title= غير موجود أو فارغ (من ويكي بيانات) (مساعدة)